# Saison 1 de Lance et compte
 (mai 2020).
Si vous disposez d'ouvrages ou d'articles de référence ou si vous connaissez des sites web de qualité traitant du thème abordé ici, merci de compléter l'article en donnant les références utiles à sa vérifiabilité et en les liant à la section « Notes et références ».
Cette page présente le guide des épisodes de la première saison de la série télévisée Lance et compte.

## Épisode 1
- Numéro(s) : 1 (1-1)
- Scénaristes et dialoguistes : Louis Caron & Réjean Tremblay
- Réalisateur : Jean-Claude Lord
- Producteur: Claude Héroux
- Diffusion : 9 septembre 1986
- Résumé : Vedette de l'équipe des Dragons de Trois-Rivières, Pierre Lambert, un jeune hockeyeur plein de talent est invité au camp d'entraînement du National de Québec en même temps que son ami d'enfance, Denis Mercure. La pression est forte: un seul des deux pourra joindre l'équipe.
- Distribution principale:
  - Carl Marotte: Pierre Lambert
  - Yvan Ponton: Jacques Mercier
  - Marc Messier: Marc Gagnon
  - Michel Forget: Gilles Guilbault
  - Sylvie Bourque: Linda Hébert
  - Benoit Girard: Luc Sigouin
  - Marina Orsini: Suzie Lambert
  - Jean Harvey: Denis Mercure
  - Marie-Chantal Labelle: Ginette Létourneau
  - Sophie Renoir: Marilou
  - Macha Méril: Maroussia Lambert

```
*
Équipe Technique
```

- Directeur de la photographie: Bernard Chentrier
- Monteur: Yves Langlois

## Épisode 2
- Numéro(s) : 2 (1-2)
- Scénariste : Louis Caron & Réjean Tremblay
- Réalisateur : Jean-Claude Lord
- Diffusion : 16 septembre 1986
- Résumé : Admis dans le National, Pierre commence à goûter aux joies de la vie de hockeyeur professionnel. Il obtient, dès sa première partie   (de plus, celle de début de saison), l'insigne honneur de faire la première  mise au jeu . Il compte également son premier but, sous l'œil attristé d'un Marc Gagnon, laissé sur le banc des joueurs... Un Marc Gagnon qui n'a probablement plus le souffle de ses vingt ans (comme le propose Maroussia Lambert, spectatrice à la maison, devant son téléviseur). À Québec, on reconnaît Lambert  maintenant aussi bien au restaurant que dans la rue. Pourtant, Pierre découvre à travers son idole d'enfance, Marc Gagnon, que l'image prestigieuse des vedettes de l'équipe cache des êtres humains tiraillés d'émotions contradictoires..

## Épisode 3
- Numéro(s) : 3 (1-3)
- Scénaristes : Louis Caron & Réjean Tremblay
- Réalisateur et Script-éditeur : Jean-Claude Lord
- Montage : Yves Langlois
- Diffusion : 23 septembre 1986
- Résumé : Hanté par le souvenir de ce qu'il a fait pour écarter Denis Mercure du National, Pierre hésite à retourner chez-lui à Trois-Rivières, mais l'attrait du vedettariat l'emporte. Accueilli en héros par les siens, Pierre décide quand même de retrouver son ami au restaurant. Leur conversation tourne rapidement à l'affrontement. *Avec aussi :  Jacques Boulanger (dans son propre rôle d'animateur d'entrevues -télé--                                             *  Lise Thouin :  Nicole Gagnon

## Épisode 4
- Numéro(s) : 4 (1-4)
- Scénariste(s) :
- Réalisateur(s) :
- Diffusion : 30 septembre 1986
- Résumé : Après des débuts éblouissants, Pierre connaît une période creuse. Marc Gagnon s'acharnant subtilement à saper ses efforts, la recrue se trouve confinée au banc. Frustré, Lambert révèle à la journaliste Linda Hébert les aventures extra-conjugales de Gagnon, et dénonce le laxisme de l'entraîneur Mercier envers celui-ci. Ses propos sèment la pagaille.

## Épisode 5
- Numéro(s) : 5 (1-5)
- Scénariste(s) :
- Réalisateur(s) :
- Diffusion : 7 octobre 1986
- Résumé : Ne jouant plus qu'épisodiquement et conscient que sa sœur Suzie succombe peu à peu aux charmes de Marc Gagnon, Pierre se laisse entraîner dans une existence d'alcool, de sexe et de rêve. Dans son entourage, plusieurs essaient de l'amener à se reprendre en main, mais le jeune homme est plus affecté qu'il ne le paraît. Lors d'un voyage, Lambert s'enivre et confronte son ancienne idole devant tout le monde.

## Épisode 6
- Numéro(s) : 6 (1-6)
- Scénariste(s) :
- Réalisateur(s) :
- Diffusion : 14 octobre 1986
- Résumé : Son étoile ayant sérieusement pâli, Pierre accepte de s'excuser publiquement à Marc Gagnon et d'être « remodelé » par l'entraîneur Mercier afin de demeurer dans l'équipe. Fou de joie, le jeune hockeyeur se déchaîne sur la patinoire, enchaînant les bons coups et reconquérant son statut de vedette médiatique. Mais la malchance s'acharne. Bientôt, Lambert doit être hospitalisé d'urgence.

```
Avec également " *
```

## Épisode 7
- Numéro(s) : 7 (1-7)
- Scénariste(s) :
- Réalisateur(s) :
- Diffusion : 21 octobre 1986
- Résumé : Attendant le verdict médical, Pierre n'a qu'un désir: se venger de Marc Gagnon, qu'il tient responsable de sa blessure. Tandis que l'entraîneur Mercier songe à le remplacer au sein du National, Lambert se trouve mêlé à une intrigue familiale impliquant sa mère, sa petite amie Ginette et Guilbault, le directeur général de l'équipe. De son côté, la journaliste Linda Hébert est chargée d'exploiter la rivalité Lambert-Gagnon.

## Épisode 8
- Numéro(s) : 8 (1-8)
- Scénariste(s) :
- Réalisateur(s) :
- Diffusion : 28 octobre 1986
- Résumé : Pierre est toujours convalescent et son couple s'effondre. alors qu'il courtise Lucie, une médecin en résidence d'origine haïtienne, sa sœur Suzie l'appelle à la rescousse. Pendant la période des fêtes, la tension augmente chez les Gagnon. De leur côté, Suzie Lambert et sa mère vivent toutes deux des déboires amoureux.

## Épisode 9
- Numéro(s) : 9 (1-9)
- Scénariste(s) :
- Réalisateur(s) :
- Diffusion : 4 novembre 1986
- Résumé : Soudainement rétrogradé aux ligues mineures, Pierre apaise sa peine dans les bras de sa nouvelle flamme. Il se rend à Chicoutimi, change d'agent et renoue avec son ami d'enfance, Denis Mercure. Ensemble, le duo Lambert-Mercure redore le blason des Saints de Chicoutimi, mais l'inévitable se produit: lors d'une rencontre fortuite, Ginette confronte Pierre et Lucie.

## Épisode 10
- Numéro(s) : 10 (1-10)
- Scénariste(s) :
- Réalisateur(s) :
- Diffusion : 11 novembre 1986
- Résumé : Alors que Guilbault, le directeur du National de Québec, songe à ramener Pierre Lambert et Denis Mercure dans son équipe, Linda Hébert mène l'enquête, découvrant les vraies raisons du séjour de Pierre dans les ligues mineures. Préoccupé par la situation financière de sa mère et toujours épris de Lucie, celui-ci reçoit un appel de détresse de Ginette.

+ Autres acteurs de l'épisode=
- Denis Bouchard:

## Épisode 11
- Numéro(s) : 11 (1-11)
- Scénariste(s) :
- Réalisateur(s) :
- Diffusion : 18 novembre 1986
- Résumé : Aidé de Lucie, Pierre parvient à empêcher Ginette de commettre l'irréparable. De son côté, Suzie convainc son frère de faire la promotion d'un magasin à rayons, espérant ainsi attirer l'attention de Marc Gagnon. Lorsqu'un scandale menace le plan de Suzie, l'agent de Pierre doit apaiser les médias afin de préserver le contrat publicitaire de son client. Pourtant, dès que les choses semblent rentrer dans l'ordre, une nouvelle tragédie survient.

## Épisode 12
- Numéro(s) : 12 (1-12)
- Scénariste(s) :
- Réalisateur(s) :
- Diffusion(s) : 25 novembre 1986
- Résumé : Victime d'un grave accident, la femme de Paul Couture est hospitalisée et celui-ci rentre d'urgence à Québec. Entre-temps, la liaison houleuse de Suzie Lambert et Marc Gagnon affecte la vie familiale de ce dernier, alors que les fréquentations de Guilbault avec la mère de Pierre causent de la bisbille parmi les joueurs du National. C'est dans ce climat trouble que l'équipe envisage la fin des séries éliminatoires.

## Épisode 13
- Numéro(s) : 13 (1-13)
- Scénariste(s) :
- Réalisateur(s) :
- Diffusion(s) : 1er décembre 1986
- Résumé : La finale s'engage entre le National de Québec et les Bruins de Boston. Les joueurs et entraîneurs souffrent d'être coupés de leurs familles et plusieurs, dont Pierre, subissent des blessures lors de matchs particulièrement rudes. Malgré tout, Lambert désire participer à l'affrontement décisif. Il y aura une prolongation...